# Breaking the Law
„Breaking the Law“ je píseň britské heavymetalové skupiny Judas Priest. V roce 1980 vyšla jako druhý singl z jejich šestého studiového alba, British Steel. Jedná se o jeden z nejznámějších singlů skupiny, s ikonickým úvodním kytarovým riffem.

## Kompozice
Ještě před vydáním British Steel v roce 1980 začali Judas Priest přibližovat svoji hudbu více směrem k mainstreamu, s jednodušším, méně zpracovaným zvukem. Na albu se to plně projevilo; „Breaking the Law“ konkrétně kombinuje zejména zřetelný úvodní riff v mollové tónině a rytmický refrén.
Text pojednává o někom, kdo je na úplném dně – je nezaměstnaný, marně hledá práci, připadá mu, že na jeho životě nezáleží. Nakonec se dá na dráhu zločince, aby přežil.

Hlavní riff písně „Breaking the Law“, příklad typické heavymetalové progrese I−VI−VII v aiolském modu

V písni je použito několik zvukových efektů, mj. zvuk tříštícího se skla a policejní siréna. Judas Priest skladbu nahrávali ve studiu v Tittenhurst Park, kde v té době bydlel bývalý bubeník Beatles, Ringo Starr. Pro zvuk skla použili lahve od mléka, sirénu napodobil K. K. Downing na své kytaře za použití tremola.

## Videoklip
K singlu natočili Judas Priest i videoklip, režíroval ho Julien Temple. Členové skupiny v něm jedou v přestrojení za kněze vykrást banku. Lidé v bance jsou zpacifikováni za pomoci kytar, celé akci užasle přihlíží skrz bezpečnostní kameru člen ostrahy. Kapela se vloupá do trezoru a ukradne ocenění – zlatou desku právě za album British Steel (videoklip byl natočen v době, kdy ještě nebylo platinové). Členové skupiny nasedají do auta a odjíždějí z místa činu, zatímco se člen ostrahy sedící u kamer snaží hrát na falešnou kytaru.
16. dubna 2020, v rámci 40. výročí od vydání alba British Steel, vyšel nový klip – jedná se o původní video, upravené do podoby komiksu a doplněné o text písně, kresby a dobové záběry.

## Vystoupení
Od vydání British Steel se „Breaking the Law“ stala písní hranou takřka na všech koncertech skupiny. Verze hraná na živých vystoupeních se v průběhu let měnila – původně byla v podstatě identická s písní na albu, později skupina zrychlila tempo a K. K. Downing přidal jedno kytarové sólo (po jeho odchodu složil Richie Faulkner sólo nové). Halford také končí píseň výkřikem „Breaking the Law“.

## Ohlas
Skladba se dostala na 40. místo žebříčku „40 nejlepších metalových písní“ americké televizní stanice VH1. V roce 2009 tato stanice prohlásila skladbu za 12. nejlepší hardrockovou píseň všech dob (v seznamu sta skladeb).

## Sestava
- Rob Halford – zpěv
- K. K. Downing – kytara
- Glenn Tipton – kytara
- Ian Hill – baskytara
- Dave Holland – bicí

## Strana B
Metal Gods je píseň britské heavymetalové skupiny Judas Priest z jejich šestého studiového alba, British Steel. Vyšla také jako b-strana singlu „Breaking the Law“.

## Kompozice
Frontman Rob Halford uvedl: Jsem trochu fanouškem sci-fi a text jsem vytvořil pravděpodobně spojením robotů-vládců světa, bohů a právě sci-fi. Jedná se o prohlášení proti Velkému bratrovi nebo něco na ten způsob, proti bohům, kteří přejímali náš svět.
V pozadí skladby lze mimo jiné slyšet zvuky vyrobené pomocí kulečníkového tága a příborů. Kytarista K. K. Downing to v rozhovoru objasnil: „Při nahrávání jsme se snažili vytvořit co nejvíce kovové, robotické zvuky, což bylo dost vtipné. Klepali jsme u mikrofonu s příborníky, aby to znělo jako pochodující robotické nohy.“ Halford dodal: „Tehdy neexistoval internet, takže jsme si zvukové efekty nemohli stáhnout, museli jsme si je všechny vytvořit sami. Kromě Ringových příborů jsme např. používali zvuk švihu tága vzduchem.“